# Orde van de Brandende Speer
De Orde van de Brandende Speer is de een hoge onderscheiding van de republiek Kenia. De orde werd na de onafhankelijkheid van Groot-Brittannië in 1963 ingesteld. De naam is ontleend aan een symbool uit de onafhankelijkheidsstrijd.De orde heeft in eerste instantie de organisatie van de Europese ridderorden overgenomen; de president was Grootmeester van de orde die Grootkruisen, Commandeurs, Officieren en een Eerste, Tweede en Derde Klasse kende.
Tegenwoordig heeft de orde drie graden.
- Chief
- Elder
- Moran

Het kleinood is een zilveren bloem met acht bladeren en een centraal rood medaillon waarop een leeuw met een speer in de poot en het woord "KENYA" staan.
De ster is rond en lijkt op een zonneschijf. In het ronde gouden medaillon met groene onbeschreven ring is een traditioneel ovaal schild met daarachter twee werpspiezen afgebeeld.
Het lint van de orde is in de kleuren van de Keniaanse vlag uitgevoerd.